# Tèrek
El riu Tèrek (rus: Те́рек, Térek; georgià: თერგი, Tergui, osseta: Терк, Terk; txetxè: Теркa, Terka; kumyk: Терек-сув, Terek-suv; karatxai-balkar: Терк, Terk) és un dels principals rius del nord del Caucas. Neix en una glacera a la muntanya del Kazbek, a Geòrgia; va al nord per Ossètia del Nord, a l'est per Txetxènia i el Daguestan i arriba finalment a la mar Càspia, on forma un gran delta de més de 100 km d'amplada. Les ciutats més importants del seu curs són Vladikavkaz, Mozdok i Kizliar.